# Francis Newton
Francis Clement Newton (3 de enero de 1874 - 3 de agosto de 1946) fue un jugador de golf estadounidense que compitió en los Juegos Olímpicos de San Luis 1904.
Ese mismo año, formó parte del equipo estadounidense que ganó la medalla de plata. Newton fue el mejor jugador de su equipo junto con su compañero Henry Potter, se colocó en sexto lugar en esta competencia.
En la competición individual que ganó la medalla de bronce tras perder en las semifinales.